# Austin Maestro

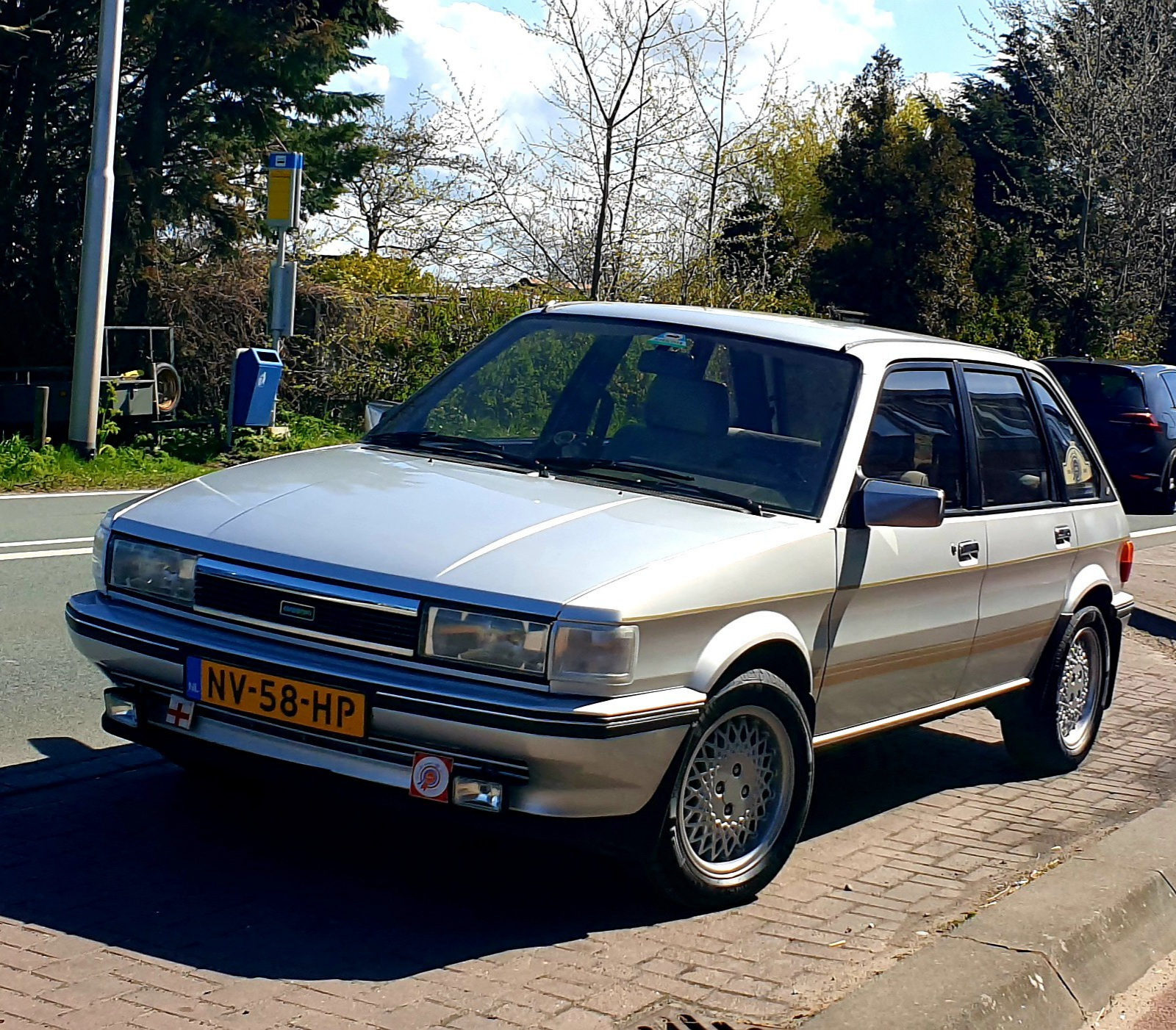
Austin Maestro 1.6 HLS 1985

De Austin Maestro is een automodel van de Britse Austin Rover Group. De compacte middenklasser werd van begin 1983 tot eind 1994 geproduceerd.

## Geschiedenis
De Maestro werd in maart 1983 als vijfdeurs hatchback voorgesteld en was de opvolger van de compacte Austin Allegro en de middenklasse Austin Maxi. Net als bij de Allegro was de naam van het model afkomstig uit de muziek.
Autovisie was in de eerste volledige test in Nederland met name enthousiast over de goede wegligging, de complete uitrusting en de gunstige prijs.
De Maestro was verkrijgbaar met motoren van 1,3 tot 2,0 liter. Bijzonder kenmerk was het futuristische interieur met digitale instrumenten en een pratende boordcomputer. Na de eerste bouwjaren werd echter een conventioneel dashboard gemonteerd.
In het voorjaar van 1984 introduceerde Austin de vierdeurs Austin Montego, een sedan op het platform van de Maestro. In het kalenderjaar 1985 werden er in totaal bijna 185.000 exemplaren van de beide types geproduceerd (bron Aronline.co.uk).
Begin 1985 werd onder de merknaam MG een sportieve variant aangeboden als MG Maestro. Er waren 3 versies: de 1600, de 2.0 EFi en de Turbo. De eerste had een 1.6 liter benzinemotor en de andere 2 een 2.0 liter benzinemotor. De Maestro Turbo haalde met zijn 152 pk tot 206 km/u en ging in 6,7 seconden naar 60 mph. Het uiterlijk werd wat sportiever gemaakt met de hulp van Tickford. Van de Turbo werden slechts 505 exemplaren gebouwd. In 1991 stopte de productie van de MG versie.
In het najaar van 1988 werd het assortiment uitgebreid met de bestelwagen Maestro Van.
De Maestro heeft eigenlijk in alle jaren van zijn bestaan een bescheiden rol gespeeld. Aanvankelijk leek hij redelijk succesvol maar daar kwam in continentaal Europa al snel verandering in. Een ommekeer kon niet meer gerealiseerd worden, waardoor de op zich ruime Maestro een bescheiden rol bleef spelen. Het leveringsprogramma voor Nederland en België vertoonde grote overeenkomsten, in Nederland was de MG Maestro vanaf 1990 niet meer leverbaar.
Het Nederlandse auto-tijdschrift Autovisie schreef in 1987 na een duurtest van 50.000 kilometer met een Austin Maestro 1.6 Mayfair, dat zij 'zonder voorbehoud kunnen stellen dat de hedendaagse Austins hetzelfde kwaliteitsniveau hebben als andere, meer verkopende fabrikanten. De Maestro blijkt een goed alternatief voor iemand die zich van de doorsnee Escort/ Golf/ Kadett- brigade wil onderscheiden.'
In het Engelse autotijdschrijft Your Car Magazine, kwam de Engelse ANWB (Automobile Association) in juni 1987 tot de volgende conclusie: 'De Maestro is een betrouwbaar voertuig dat in de loop der jaren steeds verder verbeterd is.'
In juni 1989 schreef Autocar & Motor: 'De nieuwste Maestro's zijn goed gebouwde auto's, comfortabel om in te rijden en na al die jaren nog steeds gezegend met een fijne combinatie van besturing en rijgedrag. Net als de Montego worden ze erg onderschat.'
In 1994 eindigde de Maestro in het tevredenheidsonderzoek van JD Power, dat werd uitgezonden door Topgear, op de 26e plaats. Hiermee liet het model recenter verschenen concurrenten zoals de Volkswagen Golf (52e), Vauxhall Astra (59e) en de Ford Escort (61e) duidelijk achter zich.
Eind 1994 werd de productie van de Maestro en Montego in Engeland stopgezet nadat Rover was overgenomen door BMW. Enkele honderden exemplaren werden vervolgens in Bulgarije gemonteerd uit overgebleven CKD-kits. In de Volksrepubliek China werd de Maestro geproduceerd tot 2007, onder andere als FAW Jiefang en sommige uitvoeringen met het front van de Montego.
De in de herfst van 1995 geïntroduceerde derde generatie van de Rover 200 (type RF) kan worden beschouwd als de indirecte opvolger van de Maestro.

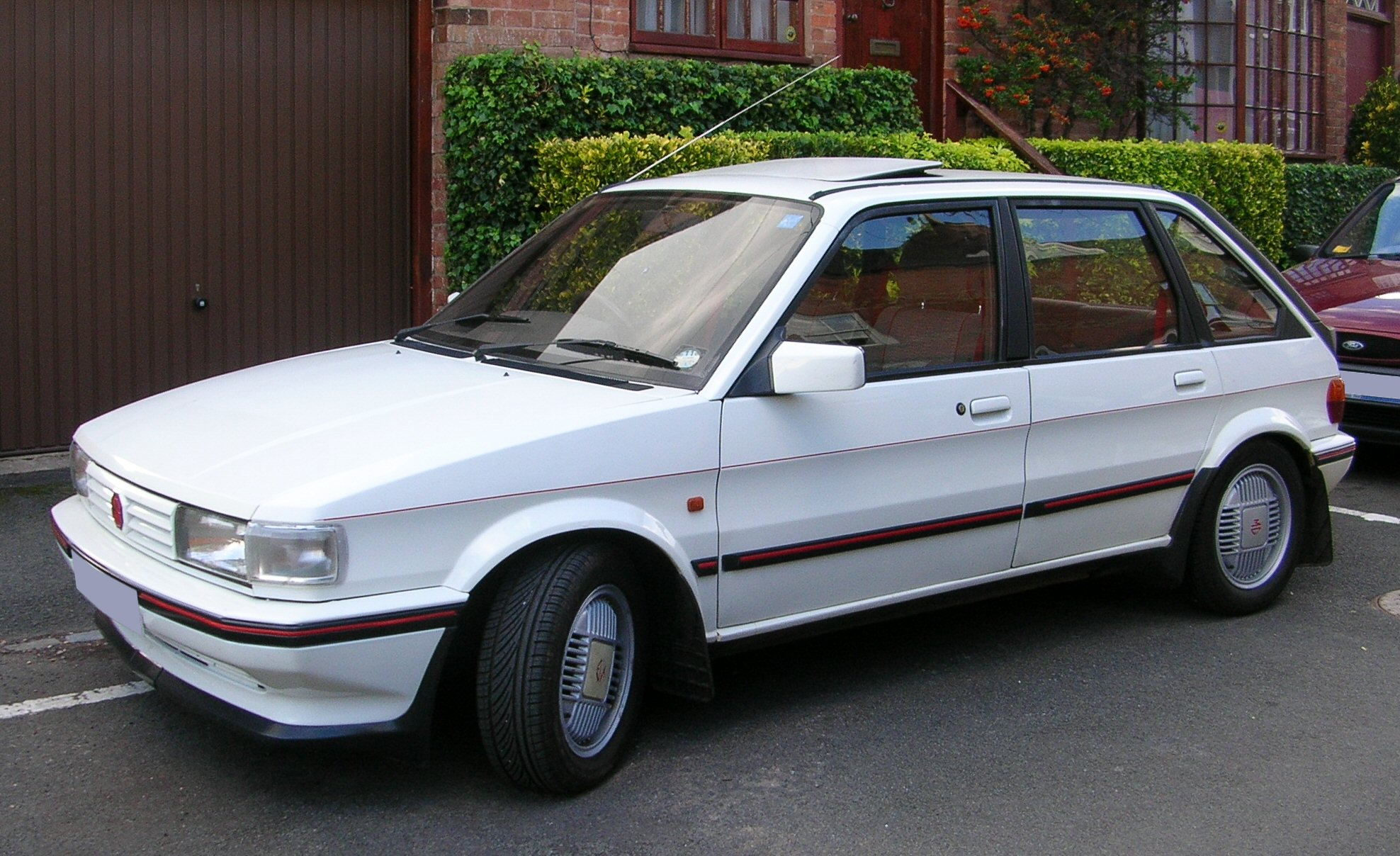
MG Maestro (1986)
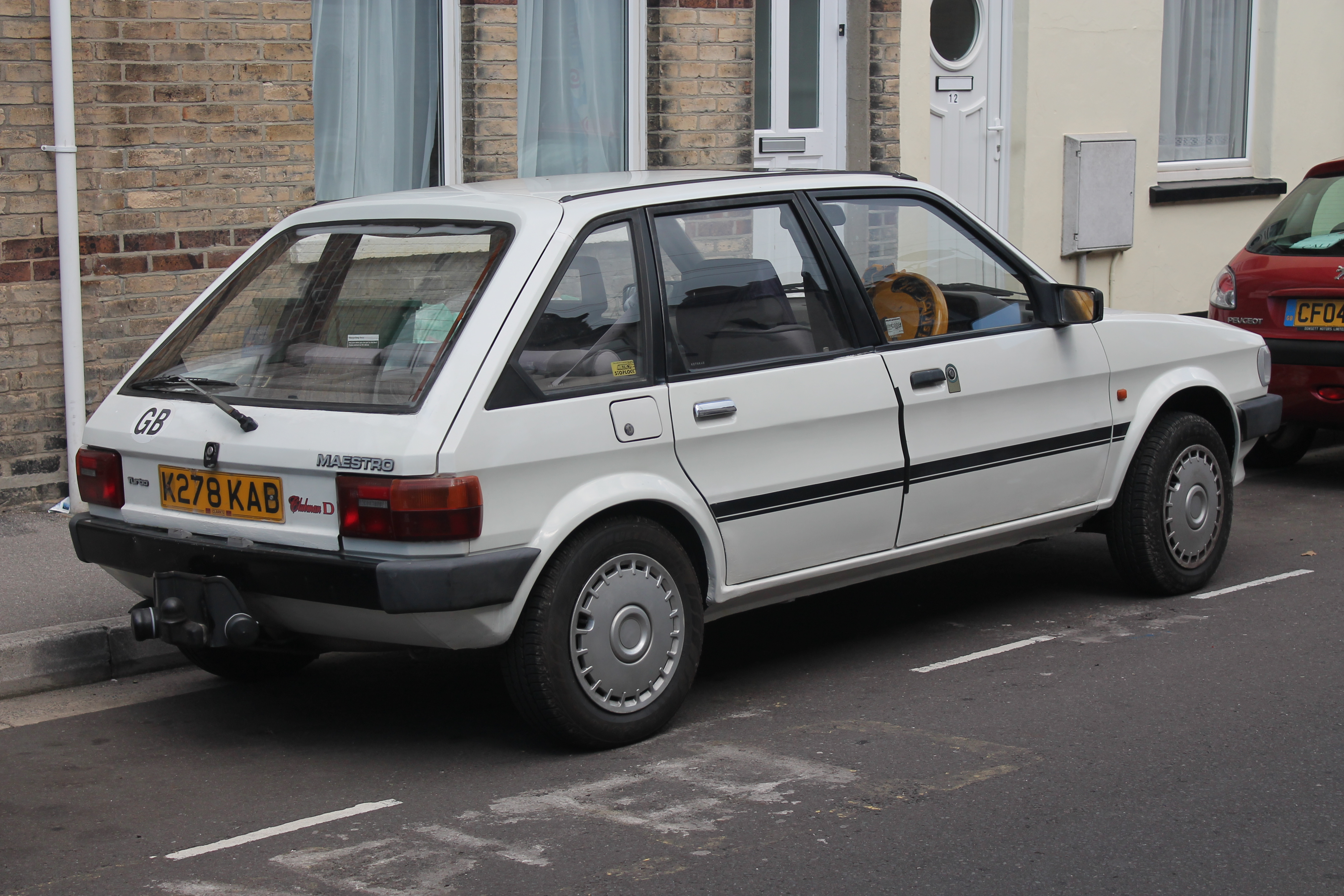
Austin Maestro 2,0 turbodiesel (1992)
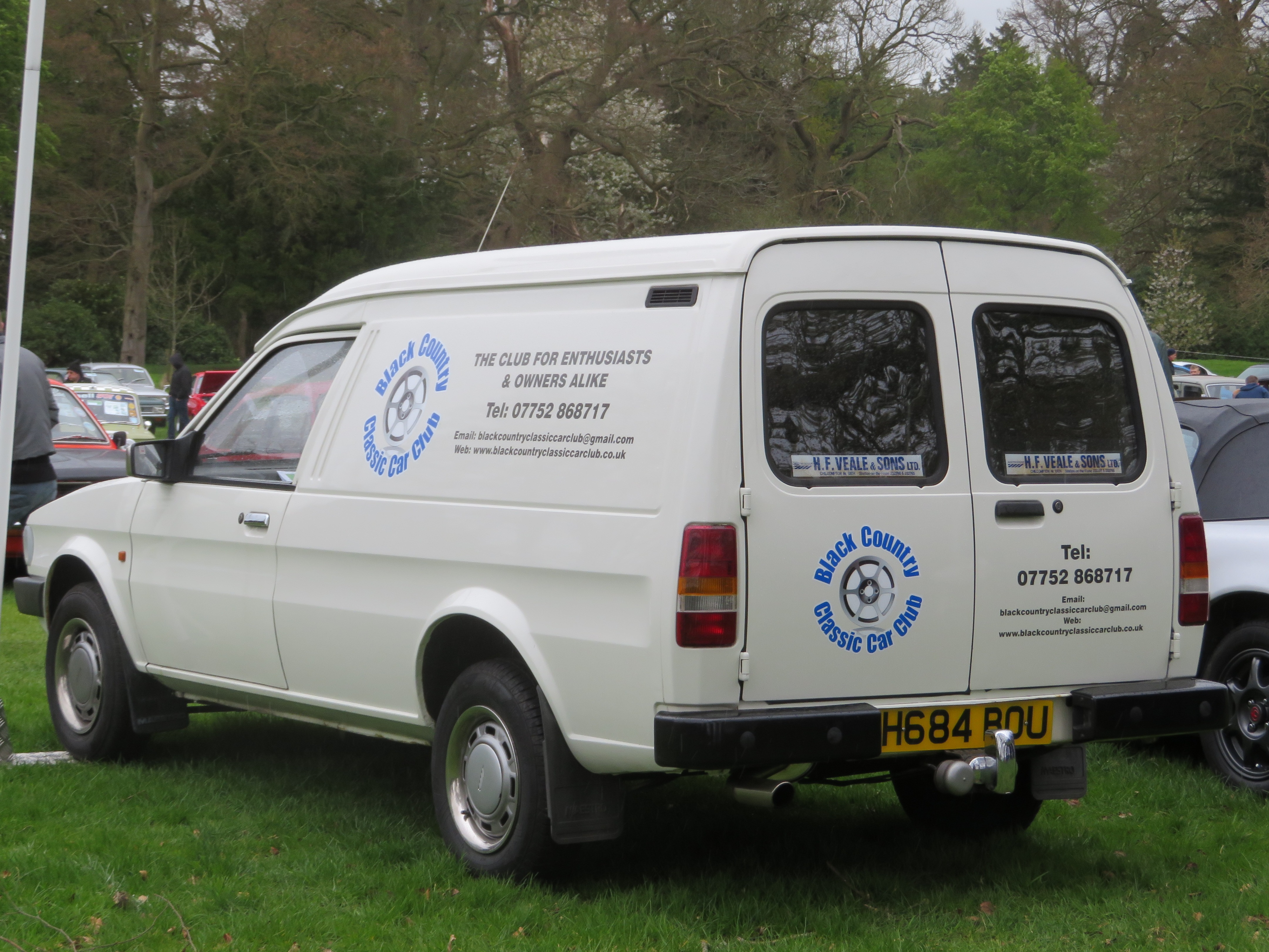
Austin Maestro Van (1991)
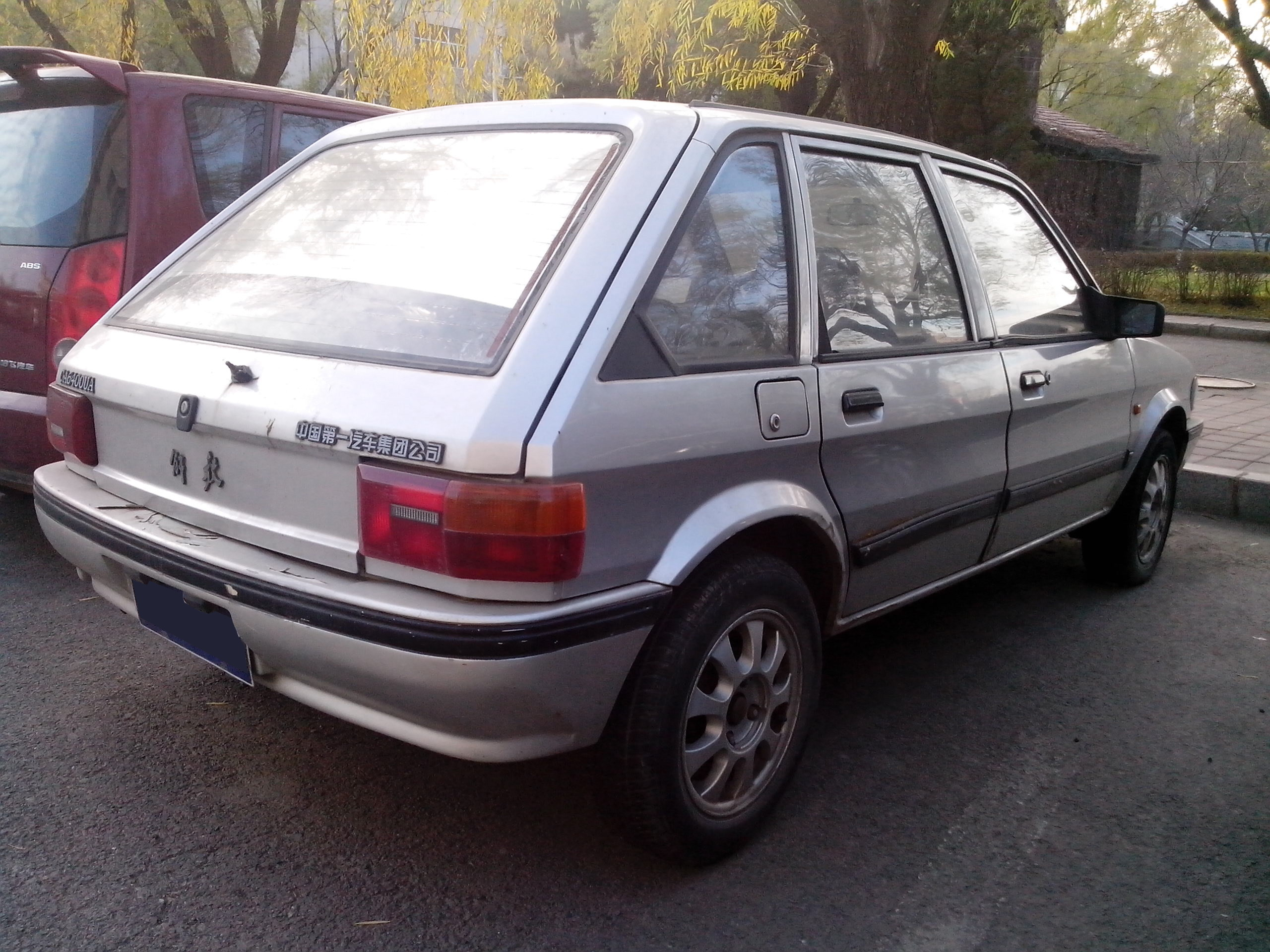
FAW Jiefang CA6400UA, Chinese productie
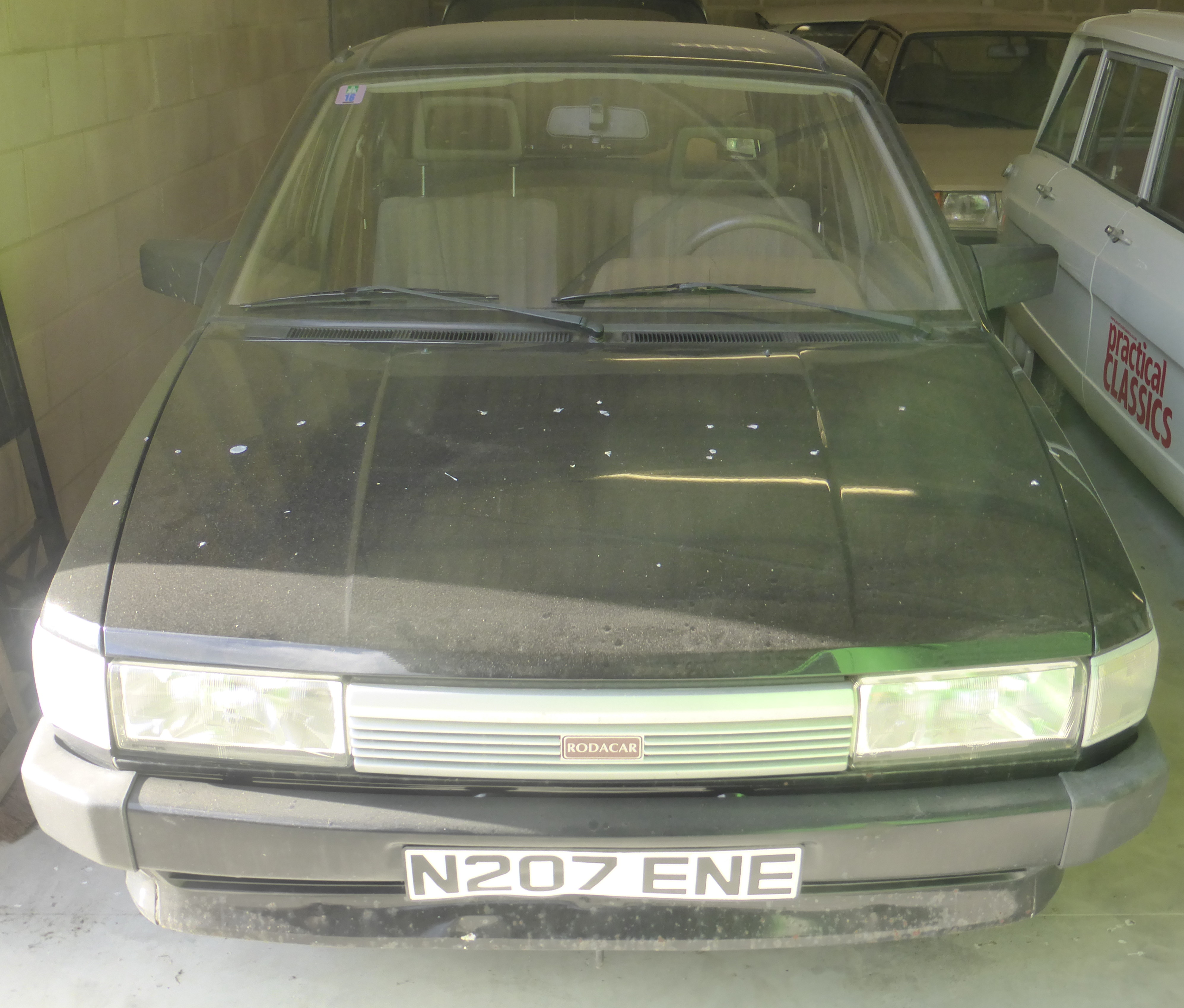
Rodacar Maestro, Bulgaarse montage (1996)